# Mario Paglialunga
Mario Ángel Paglialunga (Rosario, 29 ottobre 1988) è un ex calciatore argentino con passaporto italiano, di ruolo centrocampista.
È soprannominato Supermario.

## Carriera
Cresce calcisticamente nel Rosario Central, club con il quale nel 2006 fa il suo esordio. Nato difensore centrale, viene spostato in mediana. A fine 2010 un infortunio al ginocchio lo tiene fuori dal campo per diversi mesi. Colleziona in totale 58 presenze e 2 gol in cinque stagioni.
Il 28 luglio 2011 passa alla società italiana del Catania per 840.000 euro.
Fa il suo esordio il 29 novembre 2011, in Coppa Italia, nella partita valida per il quarto turno del torneo, giocata e persa dal Catania contro il Novara per 2-3 allo Stadio Angelo Massimino, giocando da titolare tutti e 90 i minuti regolamentari.
Esattamente un anno dopo, il 30 novembre 2012, il debutto in campionato nella partita persa contro il Milan. Cinque giorni dopo subentra a Lodi nella sfida di Coppa Italia valevole per il quarto turno, contro il Cittadella. Segna il primo gol con la maglia catanese il 16 dicembre 2012 nella partita Catania-Sampdoria.
Il 28 gennaio 2013 passa in prestito all'Hércules, società spagnola di Alicante.
Il 10 luglio 2013 viene ceduto definitivamente al Real Saragozza.

## Statistiche

### Presenze e reti nei club
Statistiche aggiornate al 20 gennaio 2013.
| Stagione               | Squadra                | Campionato             | Campionato | Campionato | Coppe nazionali | Coppe nazionali | Coppe nazionali | Coppe continentali | Coppe continentali | Coppe continentali | Altre coppe | Altre coppe | Altre coppe | Totale | Totale |
| Stagione               | Squadra                | Comp                   | Pres       | Reti       | Comp            | Pres            | Reti            | Comp               | Pres               | Reti               | Comp        | Pres        | Reti        | Pres   | Reti   |
| ---------------------- | ---------------------- | ---------------------- | ---------- | ---------- | --------------- | --------------- | --------------- | ------------------ | ------------------ | ------------------ | ----------- | ----------- | ----------- | ------ | ------ |
| 2006-2007              | Rosario Central        | PD                     | 3          | 0          |                 | -               | -               |                    | -                  | -                  |             | -           | -           | 1      | 0      |
| 2007-2008              | Rosario Central        | PD                     | 8          | 1          |                 | -               | -               |                    | -                  | -                  |             | -           | -           | 8      | 1      |
| 2008-2009              | Rosario Central        | PD                     | 12         | 1          |                 | -               | -               |                    | -                  | -                  |             | -           | -           | 12     | 1      |
| 2009-2010              | Rosario Central        | PD                     | 35+2       | 0          |                 | -               | -               |                    | -                  | -                  |             | -           | -           | 37     | 0      |
| 2010-2011              | Rosario Central        | BN                     | 12         | 2          |                 | -               | -               |                    | -                  | -                  |             | -           | -           | 12     | 2      |
| Totale Rosario Central | Totale Rosario Central | Totale Rosario Central | 70+2       | 4          |                 | -               | -               |                    | -                  | -                  |             | -           | -           | 72     | 4      |
| 2011-2012              | Catania                | A                      | 0          | 0          | CI              | 1               | 0               |                    | -                  | -                  |             | -           | -           | 1      | 0      |
| 2012-2013              | Catania                | A                      | 6          | 1          | CI              | 1               | 0               |                    | -                  | -                  |             | -           | -           | 7      | 1      |
| Totale Catania         | Totale Catania         | Totale Catania         | 6          | 1          |                 | 2               | 0               |                    | -                  | -                  |             | -           | -           | 8      | 1      |
| Totale carriera        | Totale carriera        | Totale carriera        | 76+2       | 5          |                 | 2               | 0               |                    | -                  | -                  |             | -           | -           | 80     | 5      |